# Castello di Achanduin
Il castello di Achanduin, (noto anche come castello di Achadun o Acha-Dun), è un castello, ora in rovina, situato 5 km ad ovest di Achnacroish, sulla costa nord-occidentale dell'isola di Lismore, in Argyll e Bute, Scozia. Il castello domina Loch Linnhe e l'isola di Berneray. Si pensa che le rovine risalgano al XIII secolo.
Per lungo tempo si è creduto che il castello di Achanduin sia stato fatto costruire dal vescovo di Argyll, anche se recenti ricerche hanno dimostrato che è improbabile. Fu probabilmente costruito dai MacDougall attorno al 1290, gli stessi che lo abitarono per tutto il XIV secolo. Si crede anche che il castello sia stato utilizzato dal vescovo di Argyll fino alla metà del XVI secolo.

## Descrizione delle rovine
I resti del castello si trovano sulla sommità di una cresta di calcare sulla costa nord-occidentale di Lismore. I muri sud-occidentale e sud-orientale sono crollati, mentre quello nord-orientale ed una parte di quello nord-occidentale sono ancora in piedi, e raggiungono un'altezza di 6,7 metri. Questi muri di cortina hanno uno spessore variabile da 1,4 a 2,4 metri, e racchiudono un'area di circa 22 metri quadrati. L'area interna avrebbe contenuto due gruppi di edifici su ogni lato di una piccola corte, con quello sud-orientale che sarebbe stato il più grande. Nel corso degli scavi effettuati nel 1970 e nel 1971, sono stati trovati due portoni che conducevano dalla corte negli edifici nord-occidentali.

## Storia
Per tutto il XIII secolo la diocesi di Argyll e la sede episcopale di Lismore erano in condizioni di povertà. Un tempo si pensava che il vescovo di Argyll fosse stato il costruttore del castello di Achanduin, anche se recenti studi hanno dimostrato che né il vescovado né il vescovo fossero allora tanto ricchi da potersi permettere di costruire un castello. Secondo recenti studi sarebbero stati i MacDougall.
Gli scavi archeologici hanno permesso di scoprire che il castello fu costruito attorno al 1290, quando il vescovo di Argyll, Laurence de Ergadia, era probabilmente un MacDougall. La prima prova dell'esistenza del castello appare in una concessione di terra datata 1304 a Achichendone,  quando Eugenil de Ergadia, signore di Lorn, di Menderaloch e di Lesmor concesse ad Andrea (vescovo di Argyll) terre nei pressi del castello. Questa concessione dimostra che il castello era in mano ai MacDougall in quel periodo.
I MacDougalls furono sconfitti nel 1308, e persero molte delle loro terre in seguito alla battaglia del passo di Brander, compresa la roccaforte del castello di Dunstaffnage. Nelle registrazioni che trattano la distribuzione delle terre, Lismore non viene mai citata. È comunque possibile che ai MacDougall fu concesso di mantenere l'isola.
Prove archeologiche suggeriscono l'ipotesi che vi fu una piccola occupazione del castello dal 1400 circa fino ai tempi moderni.
Nel 1451 a John Maol (John Alani de Lorn nominato Mak Dowil) fu concessa Dunolly ed altre terre di John Stewart, Lord di Lorn. Si crede che in questo periodo i MacDougall abbandonarono Lismore per spostarsi sulla terraferma erigendo il castello di Dunollie. By 1452 Il vescovo di Argyll sembra aver preso possesso del castello di Achanduin e, per un breve periodo, lo abitò. Si è pensato che il castello possa essere stato dato al vescovado in tempi precedenti, anche se non era mai stato usato. Le prove dimostrano perlomeno che il vescovo di Argyll non frequentò molto Lismore.